# Mary Maples Dunn
Pour les articles homonymes, voir Dunn.
Mary Maples Dunn (6 avril 1931 – 19 mars 2017) est une historienne et universitaire américaine. Elle est la huitième présidente du Smith College de 1985 à 1995 et directrice de la bibliothèque Schlesinger de 1995 à 2000. Elle est présidente par intérim du Radcliffe College lors de sa fusion avec l'université Harvard, puis doyenne par intérim du Radcliffe Institute for Advanced Study nouvellement créé après la fusion.

## Biographie
Mary Maples naît en 1931 à Sturgeon Bay, dans le Wisconsin, deuxième des quatre enfants d'Eva Moore Maples et de Frederic Maples, propriétaires d'un magasin de vêtements. Son père rejoint l'armée pendant la Seconde Guerre mondiale puis reste officier après la guerre, et la famille est stationnée dans plusieurs bases militaires aux États-Unis et en Chine,,. En 1960, elle épousa Richard Slator Dunn, spécialiste de l'histoire coloniale américaine à l'université de Pennsylvanie à Philadelphie, le couple a deux filles.
Elle obtient son diplôme au Collège de William et Mary en 1954, et poursuit des études sur l'histoire de l'Amérique coloniale au collège Bryn Mawr, où elle commence à enseigner tout en préparant sa thèse de doctorat. 

## Carrière professionnelle
Elle devient doyenne du collège de premier cycle de Smith en 1978 puis directrice des études sous la responsabilité de la présidente Jill Ker Conway en 1981. Elle est présidente du collège de 1985 à 1995, puis elle dirige la bibliothèque Schlesinger. 
Elle est présidente intérimaire du Radcliffe College puis doyenne du Radcliffe Institute for Advanced Study. Elle est ensuite co-directrice générale de  la Société américaine de philosophie à Philadelphie, avec son mari, de 2002 à 2007. Elle prend sa retraite en 2007.
Elle meurt à Winston-Salem, en Caroline du Nord, le 19 mars 2017, à 85 ans.

## Activités de recherche
Les études de Dunn se concentrent principalement sur William Penn, l'histoire des Quakers de Pennsylvanie, et sur l'histoire des colonies anglophones de la région Mid-Atlantic américaine.

## Publications

### Ouvrages
- William Penn: Classical Republican, Philadelphia: Historical Society of Pennsylvania, 1957.
- William Penn: Politics and Conscience, Princeton University Press, 1967,  (ISBN 978-0-691-62331-3)
- Women of America: A Teacher’s Guide, Continental Press, 1976.
- (co-dir.) The World of William Penn, avec Richard S. Dunn, University of Pennsylvania Press, 1986.
- (co-dir.) The Papers of William Penn, University of Pennsylvania Press, 1981–1987, 5 volumes, avec Richard S. Dunn  (ISBN 978-0-8122-7800-2)
- The Personality of William Penn, Philadelphia: American Philosophical Society, 1983.
- Recipes from the Inauguration of Mary Maples Dunn As the Eighth President of Smith College, September 1985, Northampton, Massachusetts, Northampton, Marilyn Nelson and the Committee for the Inauguration, 1985), avec Julia Child.

### Articles
- « Flawed Biographies », The Virginia Quarterly Review 51.3 (1975): 483–486
- « Saints and Sisters: Congregational and Quaker Women in the Early Colonial Period », American Quarterly Vol. 30, No. 5, Special Issue: Women and Religion (Winter, 1978): 582–601
- « Who Is This William Penn Person, Anyway? » Today, the Inquirer Magazine (n.d.): 22–24. Co-authored with Katz, Barbara J, Richard S. Dunn
- « Dialogue: Paradigm Shift Books: A Midwife's Tale by Laurel Thatcher Ulrich », Journal of Women's History 14.3 (2002): 133–139

## Honneurs et distinctions
- Le prix Mary Maples Dunn, créé en 2008, récompense « le meilleur article sur l'histoire des premières femmes américaines rédigé par une chercheuse non titulaire, publié dans William and Mary Quarterly qui utilise le genre comme catégorie analytique principale »[8].
- médaille Radcliffe en 2001 [9]
- Le prix Mary Maples Dunn récompense des premières bourses d'études des femmes américaines à l'Institut Omohundro de l'histoire et de la culture de l'Amérique ancienne[10]
- Fonds Mary Maples et Richard S. Dunn de l'American Philosophical Society[11]

Elle obtient des doctorats honoris causa de plusieurs universités américaines.